# Tagged Image File Format
|  | TIFF redirigeix aquí. Per al festival de cinema vegeu Festival Internacional de Cinema de Tòquio |

Tagged Image File Format (TIFF) és un format de fitxer per a imatges desenvolupat i publicat el 1986 per Aldus Corporation (posteriorment adquirida per Adobe), amb el suport d'altres companyies com Hewlett-Packard i Microsoft. És un estàndard no propietari.
La denominació en anglès "Tagged Image File Format" fa referència a un format d'arxiu d'imatges amb etiquetes. Es deu al fet que els fitxers TIFF contenen, a més de les dades de la imatge pròpiament dita, "etiquetes" en les quals s'arxiva informació sobre les característiques de la imatge, que serveix per al seu tractament posterior.
Després de la primera versió publicada la tardor de 1986 per Aldus, se'n va publicar una revisió el juny de 1992, que va rebre el nom de TIFF Revision 6.0.